# Поворот винта (фильм)
«Поворот винта» (англ. The Turn of the Screw) — кинофильм. Одна из многочисленных экранизаций одноимённой новеллы Генри Джеймса. Фильм был номинирован в категории «Лучший фильм» на Международном кинофестивале в Каталонии.

## Сюжет
Эксцентричный богатый джентльмен нанимает молодую женщину в качестве воспитательницы для двух маленьких детей, живущих в уединённом поместье. Приехав туда, она замечает некоторые странности в поведении детей и вскоре узнаёт, что они одержимы призраками бывших слуг — камердинера Питера Квинта и гувернантки мисс Джессел.

## В ролях
- Джулиан Сэндс — мистер Купер
- Пэтси Кенсит — Дженни
- Стефан Одран — миссис Гроуз
- Марианна Фэйтфул — рассказчица
- Оливье Дебрэ — Питер Квинт
- Брайони Брайнд — мисс Джессел